# Daniel Strigel
Daniel Strigel (Mannheim, 13 de febrero de 1975) es un deportista alemán que compitió en esgrima, especialista en la modalidad de espada.
Participó en dos Juegos Olímpicos de Verano, obteniendo una medalla de bronce en Atenas 2004, en la prueba por equipos (junto con Jörg Fiedler y Sven Schmid), y el quinto lugar en Sídney 2000 (por equipos).
Ganó una medalla de plata en el Campeonato Mundial de Esgrima de 2005 y una medalla de plata en el Campeonato Europeo de Esgrima de 2001, ambas en la prueba por equipos.

## Palmarés internacional
| Juegos Olímpicos   | Juegos Olímpicos    | Juegos Olímpicos  | Juegos Olímpicos   |
| Año                | Lugar               | Medalla           | Prueba             |
| ------------------ | ------------------- | ----------------- | ------------------ |
| 2004               | Atenas (Grecia)     | Medalla de bronce | Espada por equipos |
| Campeonato Mundial |                     |                   |                    |
| Año                | Lugar               | Medalla           | Prueba             |
| 2005               | Leipzig (Alemania)  | Medalla de plata  | Espada por equipos |
| Campeonato Europeo |                     |                   |                    |
| Año                | Lugar               | Medalla           | Prueba             |
| 2001               | Coblenza (Alemania) | Medalla de plata  | Espada por equipos |